# بازی مالی
بازیِ مالی (انگلیسی: Molly's Game) یک فیلم آمریکایی در ژانر جنایی زندگی‌نامه‌ای به نویسندگی و کارگردانی آرون سورکین است که در سال ۲۰۱۷ منتشر شد. این فیلم بر اساس رمان شرح حال به همین نام از مالی بلوم است که در سال ۲۰۱۴ به چاپ رسید. بازیگران آن جسیکا چستین، ادریس البا، کوین کاستنر، مایکل سرا، جرمی استرانگ، کریس اودوود، جو کیری، برایان دارسی جیمز، و بیل کمپ هستند. این فیلم دربارهٔ زندگی بلوم (چستین) است که پس از افشای امپراتوری پوکر زیرزمینی که برای افراد مشهور هالیوود، ورزشکاران، سرمایه‌داران تجاری و اوباش روسی اداره می‌کند، از سوی اف‌بی‌آی مورد بازجویی قرار می‌گیرد.
بازی مالی در ۸ سپتامبر ۲۰۱۷ در جشنوارهٔ بین‌المللی فیلم تورنتو به نمایش درآمد و در ۲۵ دسامبر ۲۰۱۷ به‌وسیلهٔ اس‌تی‌اکس انترتینمنت اکران محدودی در ایالات متحده داشت. اکران گستردهٔ این فیلم در ۵ ژانویهٔ ۲۰۱۸ آغاز شد و بیش از ۵۹ میلیون دلار فروش داشت. بازی مالی در زمینهٔ فیلم‌نامهٔ سورکین و نقش‌آفرینی چستین و البا مورد تحسین منتقدان قرار گرفت. چستین نامزد دریافت جایزهٔ گلوب بهترین بازیگر زن و سورکین نیز برای فیلم‌نامه‌اش نامزد دریافت جایزهٔ گلدن گلوب، جایزهٔ بفتا و جایزهٔ اسکار بهترین فیلم‌نامه شد.

## داستان
مالی بلوم اسکی‌باز در کلاس جهانی است که به لطف سال‌ها آموزش اجباری توسط پدر مستبدش آرزوهای شرکت در المپیک را دارد. در مسابقات مقدماتی المپیک زمستانی ۲۰۰۲، او به شدت مجروح شد و این ورزش را پایان داد. او یک سال مرخصی می‌گیرد و به لس آنجلس نقل مکان می‌کند. او به عنوان پیشخدمت کلاب مشغول به کار می‌شود و با مشاور املاک متظاهر اما ناموفق آشنا می‌شود. او مدیر دفتر او و درگیر اجرای بازی‌های پوکر زیرزمینی او می‌شود. بسیاری از افراد مشهور و ثروتمند از جمله ستاره‌های سینما، بانکداران سرمایه‌گذاری و بازیکنان ورزشی در بازی مشاور املاک نقش دارند. مالی تنها با انعام پول زیادی به دست می‌آورد.

## بازیگران
- جسیکا چستین در نقش مالی بلوم
- ادریس البا
- کوین کاستنر
- مایکل سرا
- جرمی استرانگ
- کریس اودوود
- جی. سی. مک‌کنزی
- برایان دارسی جیمز
- بیل کمپ
- گراهام گرین
- جاستین کرک
- ناتالی کریل
- جو کیری
- ریچل اسکارستن
- داو تیفنباک